# 宋子元
宋子元（1924年—1987年），男，山东长清人，中华人民共和国政治人物，曾任中共西藏自治区党委秘书长、副书记，西藏自治区政协副主席。